# 武义吻虾虎鱼
武义吻虾虎鱼（学名：Rhinogobius wuyiensis）为虾虎鱼科吻虾虎鱼属的鱼类。

## 分布及名称
本鱼分布于浙江省的钱塘江支流武义江。
武义吻虾虎鱼的拉丁种加词是wuyiensis，来自以该虾虎鱼的采集地“武义”，但这个词也经常用在描述武夷山的物种上。

## 特征
武义吻虾虎鱼的头部斑纹与雀斑吻虾虎鱼 （R. lentiginis）类似，但与雀斑吻虾虎鱼相比，武义吻虾虎鱼有眼肩胛骨管及前鳃盖管，椎骨数27，头部斑点不规则，且大小不等，常呈线状交织等。